# Rottendorf
Ne doit pas être confondu avec Rautendorf.
Rottendorf est une commune de Bavière (Allemagne), située dans l'arrondissement de Wurtzbourg, dans le district de Basse-Franconie.